# Farka-See
Der Farka-See (albanisch Liqeni i Farkës) ist ein künstlicher See im Südosten der albanischen Hauptstadt Tirana. Er erstreckt sich zwischen der Stadt und den namensgebenden Dörfern Farka e Madhe (Groß-Farka) und Farka e Vogël (Klein-Farka) in der ehemaligen Komuna Farka. Der See ist mit rund 75 Hektar größer als der Künstliche See im Großen Park von Tirana und hat eine maximale Länge von zwei Kilometern sowie eine maximale Breite von 700 Metern. Der Damm am Südende ist rund 300 Meter lang. Gestaut wird ein kleiner Bach, der später in den Farka-Bach, einem Zufluss des Erzen, mündet.

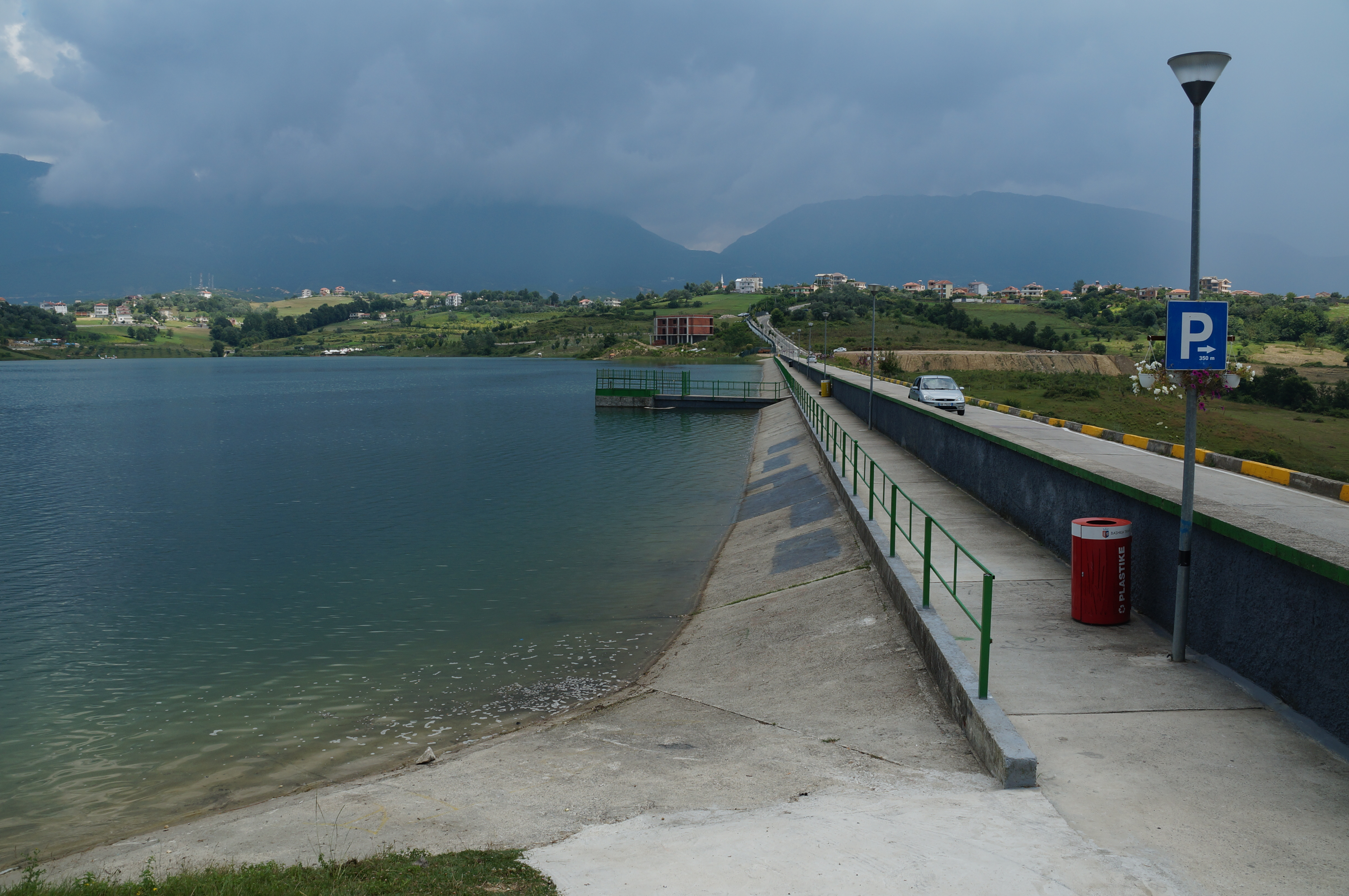
Staudamm

Der Farka-See dient der Bewässerung für Landwirtschaft und Viehzucht sowie der Trinkwasserversorgung der lokalen Bevölkerung. Er fasst rund zwei Millionen Kubikmeter Wasser, nach anderen Quellen ist das Reservoir für 9,3 Millionen Kubikmeter ausgelegt. Im Sommer ist er für verschiedene Freizeitaktivitäten beliebt. Rund um den See wurde ein Park angelegt.
Im März 2008 ertranken 16 Personen im See, als ein kleines, überladenes Boot kenterte, das 20 Passagiere von einem Restaurant zum anderen Ufer bringen sollte.
Nach 2015 wurde rund um den See ein Park eingerichtet. Die Anlage soll als Naherholungsgebiet für die Bewohner Tiranas dienen. Ein Rad- und Spazierweg führt neu rund um den See. Der Park ist 9,8 Hektar groß.